# Richard Raši

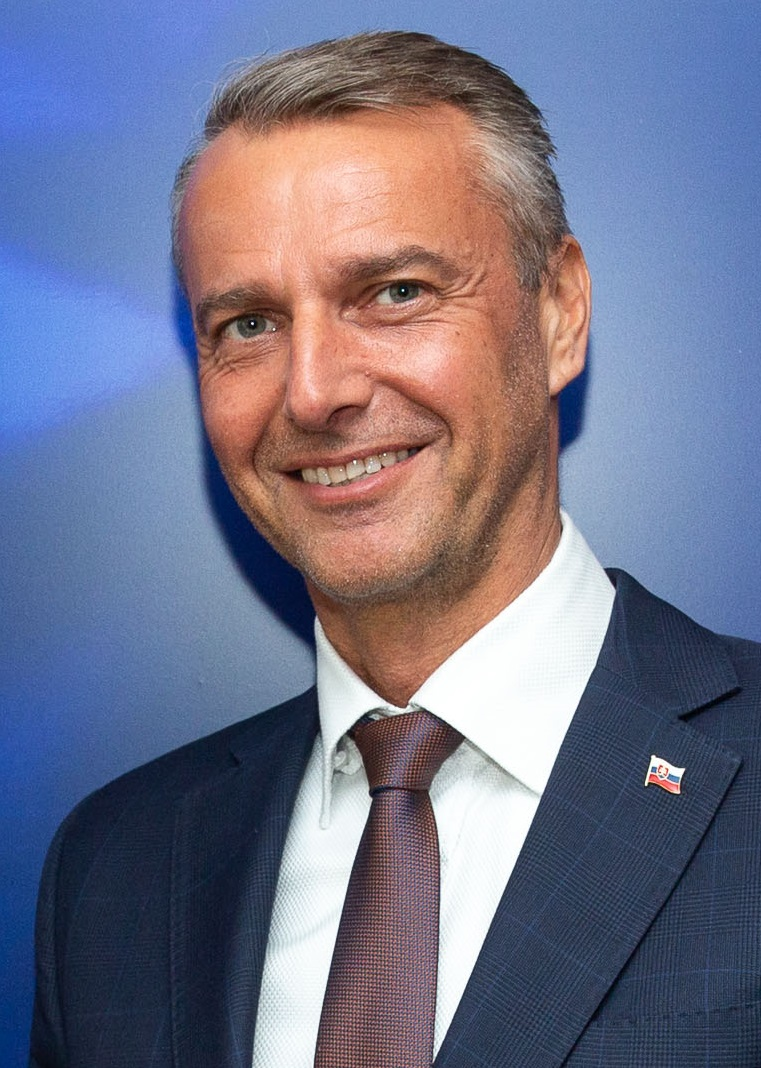
Richard Raši (2019)

Richard Raši (* 2. April 1971 in Košice) ist ein slowakischer Politiker (Hlas-SD, davor Smer-SD), der unter anderem zwischen 2008 und 2010 Gesundheitsminister, von 2010 bis 2018 Bürgermeister von Košice sowie zwischen 2018 und 2020 stellvertretender Ministerpräsident war. Er fungierte zudem von 2023 und 2025 als Minister für Investitionen, regionale Entwicklung und Informatisierung und ist seit dem März 2025 als Vorsitzender des Nationalrates der Slowakischen Republik Parlamentspräsident.

## Leben
Richard Raši absolvierte ein Studium der Medizin an der Pavol-Jozef-Šafárik-Universität in Košice und der Slowakischen Medizinischen Universität Bratislava sowie ein Promotionsstudium an der Technischen Universität Košice und war als Arzt für Chirurgie tätig. Als Nachfolger von Ivan Valentovič wurde er am 3. Juni 2008 als Gesundheitsminister (Minister zdravotníctva) in die Regierung Robert Fico I berufen und bekleidete dieses Ministeramt bis zum 8. Juli 2010. Am 11. Dezember 2010 löste er František Knapík als Bürgermeister von Košice ab und bekleidete dieses Amt bis zum 22. März 2018, woraufhin Martin Petruško kommissarischer Nachfolger wurde.
Am 9. Juli 2012 wurde Raši für die Richtung – Slowakische Sozialdemokratie SMER – SD (Smer – slovenská sociálna demokracia), der er von 2007 bis 2020 angehörte, erstmals Mitglied des Nationalrates der Slowakischen Republik NR SR (Národná rada Slovenskej republiky) und gehörte dem Parlament bis zum 22. März 2018 an. Bei den Regionalwahlen am 4. November 2017 kandidierte er für das Amt des Vorsitzenden des Košický kraj, unterlag dabei aber mit 37,2 Prozent knapp Rastislav Trnka, auf den 37,8 Prozent entfielen. Er übernahm vom 22. März 2018 bis zum 20. März 2020 in Regierung Peter Pellegrini den Posten als Stellvertretender Ministerpräsident für Investitionen und Informatisierung. Am 20. März 2020 wurde Richard Raši, der mittlerweile der Stimme – Sozialdemokratie HLAS-SD (Hlas – sociálna demokracia) beigetreten war, erneut Mitglied des Nationalrates und gehörte diesem bis zum 25. Oktober 2023 an. Er ist neben Zuzana Dolinková, Denisa Saková, Erik Tomáš und Tomáš Drucker stellvertretender Vorsitzender der HLAS-SD und fungiert damit als einer der Vertreter des Parteivorsitzenden Matúš Šutaj Eštok.
Am 25. Oktober 2023 übernahm Raši in der Regierung Robert Fico IV den Posten als Minister für Investitionen, regionale Entwicklung und Informatisierung und bekleidete diesen bis zum 19. März 2025, woraufhin der Parteilose Samuel Migaľ ihn ablöste. Er selbst übernahm daraufhin von Peter Žiga als Vorsitzender des Nationalrates der Slowakischen Republik und damit als Parlamentspräsident.
Aus seiner Ehe mit Maria Rašiova gingen die drei Kinder Barbara, Adriana und Roman hervor.